# Ромеа Векија (Равена)
Ромеа Векија је насеље у Италији у округу Равена, региону Емилија-Ромања.
Према процени из 2011. у насељу је живело 875 становника. Насеље се налази на надморској висини од 0 м.